# Bundesverband der Börsenvereine an deutschen Hochschulen
Der Bundesverband der Börsenvereine an deutschen Hochschulen (BVH) e. V. wurde im Frühjahr 1992 von den vier Börsenvereinen aus Darmstadt, Mannheim, Paderborn und Saarbrücken als Einrichtung zur Kooperation und Kommunikation zwischen den einzelnen Börsenvereinen ins Leben gerufen.

## Funktion und Stellung
Der BVH, dessen Sitz sich in Mannheim befindet, fungiert als Dachverband für studentische Börsenvereine an deutschen Universitäten. Wie der Bundesverband selbst, sind seine Mitglieder als juristische Personen in die Vereinsregister der jeweiligen Hochschulorte eingetragen und verfolgen ausschließlich gemeinnützige Ziele. Die Mitgliedsvereine sind ausdrücklich keine Investmentclubs, die ihre Mitgliedsbeiträge zur Kapitalanlage nutzen. Der BVH dient als Koordinationsstelle für den Informationsaustausch zwischen den einzelnen Vereinen, als überregionaler Ansprechpartner und Anlaufstelle für Unternehmen und Mitgliedsvereine. Er sieht sich als Dienstleister für seine Mitglieder und ist zudem Organisator bundesweiter Veranstaltungen wie dem Frankfurter Börsentag, des Strategie Events, der jährlichen Mitgliederversammlung, der Stock Pitch Competition und ausgewählten Workshops. Um die Bedeutung und Akzeptanz seiner Mitgliedsvereine zu fördern, bietet der BVH mit dem BVH-Consulting-Team eine Gründungshilfe für entstehende Vereine an und versucht, die eigenen Aktivitäten sowie die seiner Mitglieder durch Pressearbeit der Öffentlichkeit vorzustellen.

## Ziele und Aktivitäten der Mitgliedsvereine
Alle BVH-Mitgliedsvereine nehmen eine Aufklärungs- und Informationsfunktion im Bereich des Bank-, Börsen- und Wertpapierwesens wahr und fördern durch ihre Arbeit die Schaffung einer Aktienkultur in Deutschland. Ziel aller Vereine ist die Popularisierung der Aktie als Anlage- und Finanzierungsinstrument sowie die Erweiterung und Vertiefung des universitären Lehrangebots auf dem Sektor der Finanz- und Kapitalmärkte durch einen engen Praxisbezug. Mittels Expertenvorträgen, Seminaren und Workshops mit kompetenten Partnern aus der Finanzwelt sowie durch Exkursionen zu Aktiengesellschaften, Börsenbesuchen usw. soll in der Öffentlichkeit das Interesse für börsenspezifische Zusammenhänge und Kapitalmarktinstrumente geweckt werden. Besonders öffentlichkeitswirksam waren die Börsentage, die einmal pro Jahr in Köln, Hamburg, Berlin, Dresden, Stuttgart, München und Frankfurt durchgeführt wurden. Der Frankfurter Börsentag, welcher vom BVH veranstaltet wurde, verzeichnete im Jahr 2010 über 4000 Besucher. Etabliert haben sich zudem Grundlagenseminare, wie der bundesweit einheitliche, als Wort-Bildmarke geschützte, BVH-Börsenführerschein, welcher von Vereinsmitgliedern durchgeführt wird und neuen Mitgliedern als Einstiegserleichterung dient. Alle Vereine stellen ihren Mitgliedern ein umfangreiches Angebot an Gratis-Publikationen zur Verfügung, das zur Informationsversorgung der Mitglieder beiträgt. Weitere Aktivitäten sind die Vermittlung von Praktika im Wertpapierbereich sowie die gezielte Darstellung der Vereinsaktivitäten in der Öffentlichkeit. Wesentlich erscheint auch die Existenz von Arbeitsgruppen zur Erarbeitung von Studien und Analysen, durch die sich einige Vereine bundesweit einen Namen gemacht haben. Darüber hinaus ermöglichen die Vereine ihren Mitgliedern auch die Teilnahme an (bundesweiten) Börsenspielen und das Führen von Musterdepots. Neben Gemeinsamkeiten existieren regional gewisse Unterschiede bei der Schwerpunktsetzung in den einzelnen Vereinen. Auch Lehrstuhlanbindung und Professorenunterstützung an den einzelnen Universitäten sind von Verein zu Verein unterschiedlich.

## Besonderheiten in der Organisationsstruktur
Jeder Mitgliedsverein hat seinen eigenen Namen, seine eigene Satzung, seine eigenen Aktivitäten und ist rechtlich selbstständig. Bei der Gründung kann der BVH zwar hilfreich zur Seite stehen, die Initiative zur Vereinsgründung kommt jedoch von Studenten des jeweiligen Hochschulortes. Die Eigenständigkeit der BVH-Mitgliedsvereine ist ihre große Stärke, da sie Eigeninitiative und Engagement der Vereinsmitglieder noch stärker fördert. Diese wichtigen Schlüsselfaktoren gehen somit nicht wie bei anderen bundesweiten Organisationen in einer großen und schwerfälligen Struktur unter. Der BVH versteht sich zwar als Interessenvertretung seiner Mitglieder auf Bundesebene. Er möchte jedoch aus Gründen der Vielfältigkeit nicht eine unter einheitlichem Namen auftretende Studenteninitiative darstellen. Bundesweite Veranstaltungen wie die Mitgliederversammlung, der Frankfurter Börsentag, das jährliche Strategie Event in einer wechselnden deutschen Stadt und überregionale Ansprechpartner-Treffen haben zu einer Verbesserung der Zusammenarbeit und Kommunikation zwischen den Vereinen beitragen können. Auf regionaler Ebene werden inzwischen zahlreiche Veranstaltungen als Gemeinschaftsprojekt von zwei oder mehr Mitgliedsvereinen ausgerichtet.

## Vorstand
Durch die Mitgliederversammlung wurde am 25. Januar 2025 der neue Vorstand für das Jahr 2025 gewählt:
- Vorsitzender des BVH – Maximilian Müller
- Stellvertretender Vorsitzender –  Anton Reuter
- Vorstand für Finanzen – Fynn Emunds
- Vorstand für Communications – Lisa Hegi
- Vorstand für Operations – Tia Melzer
- Vorstand für IT – Mesut Cetin
- Vorstand für Education – Julian Greiner
- Vorstand für Marketing – Julian Michler

## Mitgliederstruktur
Nach Jahren des stetigen Wachstums ist der BVH inzwischen der Dachverband von 73 Börsenvereinen mit über 23.500 Mitgliedern. Dies macht ihn zur größten nichtpolitischen Studenteninitiative Deutschlands. Die aktiven Studenten stellen die größte Mitgliedergruppe der Vereine dar. Rund ein Drittel der Mitglieder sind jedoch ehemalige Aktive, die ihrem Heimatverein auch nach dem Wechsel ins Berufsleben die Treue halten und somit einen Brückenschlag zur Praxis liefern. Des Weiteren zählen auch viele Privatleute, die das breite Angebotsspektrum und Veranstaltungsprogramm der Vereine als Informationsforum rund um die Börse nutzen, zum Mitgliederkreis der Vereine.

## Förderkreis
Zur Wahrnehmung der satzungsmäßigen Zwecke, zur Intensivierung des Kontaktes mit der Praxis sowie zur Finanzierung der Verbandsaktivitäten existiert ein aus sechzehn namhaften Unternehmen bestehender BVH-Förderkreis. Die aktuell elf BVH-Medienpartner tragen darüber hinaus mit ihren Angeboten und Vorteilen für BVH-Mitglieder einen nicht unerheblichen Teil zum erfolgreichen Vereinsleben bei.